# Broaghnabinnia
Broaghnabinnia är ett berg i republiken Irland.   Det ligger i grevskapet Ciarraí och provinsen Munster, i den sydvästra delen av landet, 280 km sydväst om huvudstaden Dublin. Toppen på Broaghnabinnia är 743 meter över havet, eller 287 meter över den omgivande terrängen. Bredden vid basen är 1,8 km.
Terrängen runt Broaghnabinnia är huvudsakligen kuperad.Runt Broaghnabinnia är det glesbefolkat, med 11 invånare per kvadratkilometer. Närmaste större samhälle är Killarney, 17,9 km nordost om Broaghnabinnia. Trakten runt Broaghnabinnia består i huvudsak av gräsmarker.